# Majorca Open 2000 - Qualificazioni doppio
Le qualificazioni del doppio  del Majorca Open 2000 sono state un torneo di tennis preliminare per accedere alla fase finale della manifestazione. I vincitori dell'ultimo turno sono entrati di diritto nel tabellone principale. In caso di ritiro di uno o più giocatori aventi diritto a questi sono subentrati i lucky loser, ossia i giocatori che hanno perso nell'ultimo turno ma che avevano una classifica più alta rispetto agli altri partecipanti che avevano comunque perso nel turno finale.
Le qualificazioni del doppio del torneo Majorca Open 2000 prevedevano 4 coppie partecipanti di cui una è entrata nel tabellone principale.

## Teste di serie
1. Antonio Prieto /  Cristiano Testa (ultimo turno)

1. Álex Calatrava /  Marc-Kevin Goellner (primo turno)

## Qualificati
1. Michaël Llodra  /   Diego Nargiso

## Tabellone

### Legenda
| - Q = Qualificato - WC = Wild card - LL = Lucky loser | - ALT = Alternate - SE = Special Exempt - PR = Protected Ranking | - w/o = Walkover - r = Ritirato - d = Squalificato |

|  | Primo turno | Primo turno                           | Primo turno                           | Primo turno | Primo turno |  |  | Ultimo turno | Ultimo turno                   | Ultimo turno                   | Ultimo turno | Ultimo turno |  |
|  |             |                                       |                                       |             |             |  |  |              |                                |                                |              |              |  |
|  | 1           | Antonio Prieto Cristiano Testa        | Antonio Prieto Cristiano Testa        | 6           | 6           |  |  |              |                                |                                |              |              |  |
|  |             | Tommy Robredo Juan-Albert Viloca-Puig | Tommy Robredo Juan-Albert Viloca-Puig | 3           | 2           |  |  | 1            | Antonio Prieto Cristiano Testa | Antonio Prieto Cristiano Testa | 5            | 3            |  |
|  |             | Michaël Llodra Diego Nargiso          | Michaël Llodra Diego Nargiso          | 6           | 6           |  |  |              | Michaël Llodra Diego Nargiso   | Michaël Llodra Diego Nargiso   | 7            | 6            |  |
|  | 2           | Álex Calatrava Marc-Kevin Goellner    | Álex Calatrava Marc-Kevin Goellner    | 2           | 4           |  |  |              |                                |                                |              |              |  |